# Commando (chanson de Vanessa Paradis)
Pour les articles homonymes, voir Commando.
Singles de Vanessa Paradis
Gotta Have It (live) 
 (avril 1994) Pourtant 
 (décembre 2000)
Pistes de Bliss
L'eau et le vin When I say
Commando est le 16e single de Vanessa Paradis. Il est lancé en radio fin août 2000 et commercialisé en octobre. Il est le premier extrait de l'album Bliss.
Cette chanson marque les retrouvailles de Vanessa Paradis avec Franck Langolff qui n'avaient plus travaillé ensemble depuis l'album Variations sur le même t'aime en 1990.
La photo de la pochette est réalisée par le photographe Paolo Roversi.
Le Japon sort un CD single de la chanson en novembre 2000.

## Versions
Vanessa interprète ce titre lors du Bliss Tour en 2001 et du Love Songs Tour en 2013.

## Remix
Le titre a eu droit à des remixes officiels, sortis sur maxi 45 tours et CD maxi le 6 novembre 2000. Ce n'était plus arrivé à un titre de Vanessa depuis Tandem en 1990.
- Daytime Mix 6:05
- Jackson's Come on Mix 7:25
- Nighttime Mix 6:14

## Le clip
Le clip de Commando a été réalisé par Paul Venturini.

Vanessa chante dans ce qui ressemble à un désert. Entrecoupé d'images d'un homme errant dans le même décor, mais séparément.

Ce clip fut tourné fin août 2000 dans l'Hérault, sur une plage proche du Grau-du-Roi et mis en télé mi-septembre 2000.

## Musiciens
- Guitares / Basse : Franck Langolff
- Batterie : Pierre-Alain Dahan
- Violoncelle / Zeta caméléons : Vincent Segal
- Trompettes : Lee Thornburg
- Saxophones : David Woodford
- Trombones : Nick Lane
- Sherman / Minimoog : Matthieu Chédid
- chœurs : Vanessa Paradis
- Mixeur : Olivier Lude